# Ryszard Hrycyk

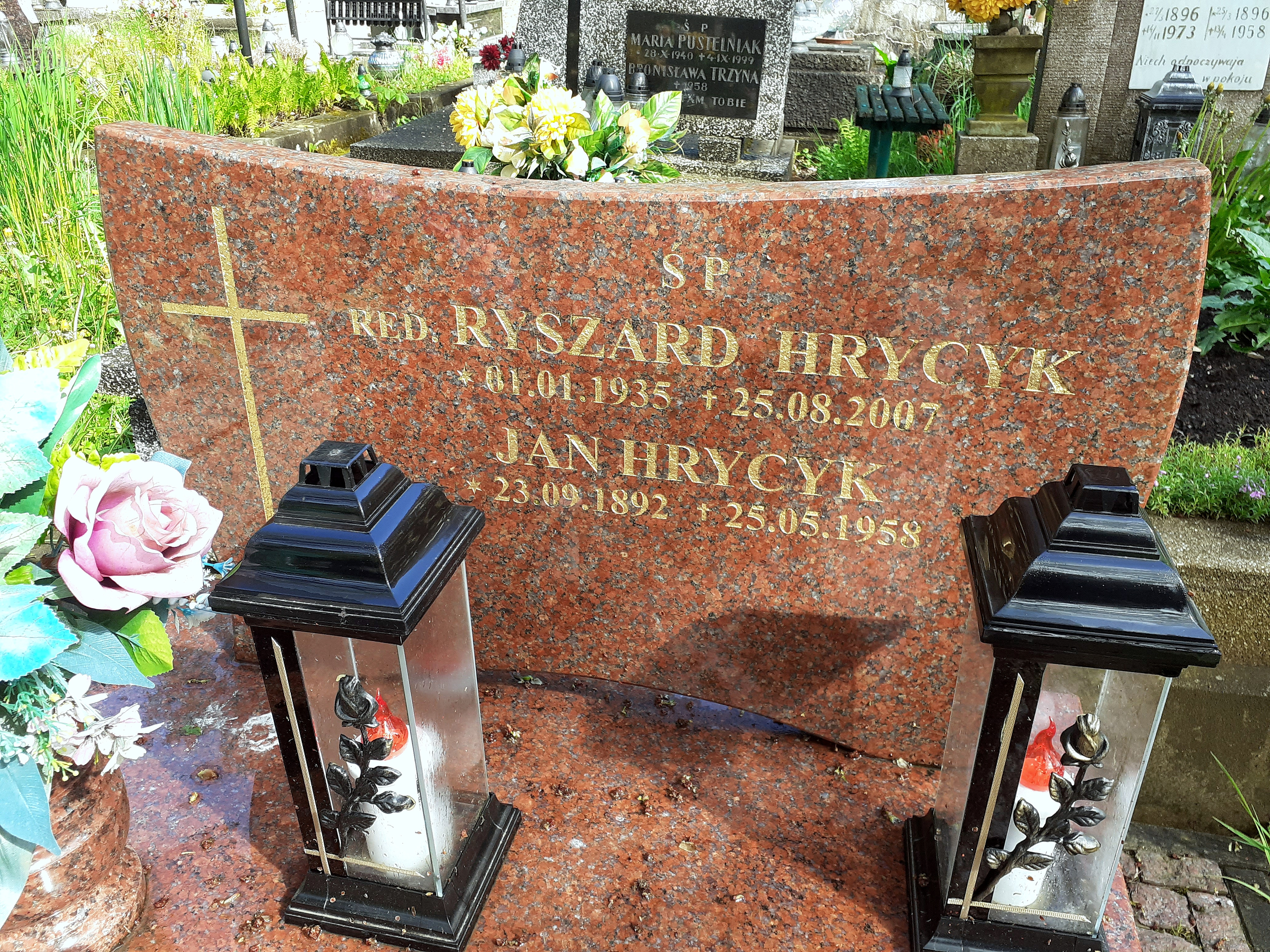
Grobowiec Ryszarda Hrycyka

Ryszard Hrycyk (ur. 1935, zm. 25 sierpnia 2007) – polski dziennikarz, redaktor graficzny „Związkowego Przeglądu Policyjnego”, a wcześniej wieloletni grafik „Gazety Policyjnej”, członek Niezależnego Samorządnego Związku Zawodowego Policjantów, twórca między innymi znaku graficznego „Związkowego Przeglądu Policyjnego” i obchodów 15-lecia Związku.
Otrzymał Odznakę Honorową Niezależnego Samorządnego Związku Zawodowego Policjantów (2005).
Pochowany 1 września 2007 na cmentarzu Pobitno w Rzeszowie.